# Jorge Pinos
Jorge Bladimir Pinos Haiman (n. Quevedo, Ecuador; 3 de octubre de 1989) es un futbolista ecuatoriano. Juega de portero y su equipo actual es Cobresal de la Primera División de Chile.

## Primeros años
Jorge Pinos nació en Quevedo el 3 de octubre de 1989.
Comenzó su carrera deportiva en clubes de fútbol amateur y luego pasó por las formativas del Barcelona Sporting Club, aunque nunca debutó en el equipo titular. Después, jugó en varios clubes de ascenso del fútbol ecuatoriano.
En 2016, vivió una experiencia devastadora cuando un empresario futbolístico lo engañó prometiéndole una oportunidad en el fútbol húngaro y lo abandonó en Brasil por problemas con la visa. Durante ese tiempo, trabajó como chófer en Jacarezinho antes de regresar a Ecuador.
Al volver, trabajó como chófer para periodistas en Manta y luego en Quevedo como conductor de un carro y vendedor de mangos para mantenerse, además de trabajar en un bar escolar para pagar los estudios de su hijo. A pesar de las dificultades, su carrera deportiva se reactivó cuando su padre lo contactó con el club Santa Rita, donde fue contratado después de pruebas de prácticas.

## Trayectoria

### Inicios
Se inició desde temprana edad jugando en el Club Palmeiras de Ecuador, luego continuó su aprendizaje en el Omar Fútbol Club.
A los 12 años ya defendía el pórtico de la Selección de Sucumbíos; en esa etapa al mando del entrenador Pedro Pablo Perlaza consiguió varios títulos nacionales al nivel de Ecuador y uno internacional en Costa Rica.

### Etapa en el Barcelona Sporting Club
En el 2005 llegó a las formativas del Barcelona Sporting Club, como volante de marca, pero luego empezó a jugar como arquero llegando al equipo de reserva y ganándose el puesto de capitán. En el 2009 es cedido al Deportivo Quevedo, pero regreso al Barcelona para ser nuevamente cedido al Caribe Juniors donde permaneció un año. En el 2012 formó parte del primer plantel torero, pero nunca tuvo oportunidades de debutar, por lo que posteriormente es cedido al Orense Sporting Club.

### Delfín Sporting Club y Liga de Portoviejo
En el 2013 pasó al Delfín, equipo que disputaba la Segunda Categoría de Ecuador y con el cual consigue el ascenso a la Serie B al ser campeón de la Segunda Categoría 2013, pero al no tener espacio para jugar de titular abandona el club para fichar por Liga de Portoviejo dónde tampoco tuvo oportunidades de ser titular y tuvo que conformarse con ser suplente.

### Santa Rita
En el 2017 es contratado por el Santa Rita y en ese mismo año se probó como arquero en Sociedad Deportiva Aucas y en el Manta Fútbol Club pero ninguno lo ficharía, razón por lo que tuvo que regresar al Santa Rita.

### Técnico Universitario
En el 2018 es contratado por Técnico Universitario, club donde estuvo destacadas actuaciones lo que le serviría para ser fichado por el Independiente del Valle

### Independiente del Valle
En el 2019 es contratado por el Independiente del Valle. En aquella temporada del Campeonato Ecuatoriano el equipo rayado logró clasificar a los play-off pero fue eliminado en esa fase por el Delfín al empatar sin goles de local y al empatar 2-2 de visitante y aunque el equipo rayado marcó dos goles el resultado le favoreció al Delfín para pasar a semifinales por su superiodad deportiva en la tabla general.
También disputó la Copa Sudamericana 2019 desde la primera fase, los rayados eliminaron a Unión de Santa Fe por la tanda de penales, logrando de esta manera clasificarse a la segunda fase dónde dejarón en el camino a la Universidad Católica de Chile, en los octavos de final dejarón afuera al Caracas de Venezuela, en los cuartos de final, vencieron al Independiente de Argentina y en semifinales le ganarón al Corintians de Brasil. En la final se coronaron campeón al vencer 3-1 al Colón de Santa Fé, en aquella final también le atajo un penal al Pulga Rodríguez (ídolo y figura del Colón) en un partido que estuvo momentáneamente suspendido debido a una torrencial lluvia que inundo el Estadio General Pablo Rojas de Asunción. En aquel certamen la Commebol le otorgó el premio Bridgestone Best Of The Match por sus destacadas atajadas y por ser el mejor jugador del partido.
El 19 de enero de 2020 Independiente del Valle fue invitado para disputar un encuentro amistoso ante Sporting Cristal de Perú en la denominada Tarde Celeste, logrando su equipo un empate a dos goles en un reñido partido y en cual Pinos estuvo destacadas actuaciones.

## Selección nacional
En noviembre de 2019, fue convocado a la selección absoluta de Ecuador para jugar los encuentros amistosos ante Trinidad y Tobago el 14 de noviembre y Colombia el 19 de noviembre. Pinos llegó a la selección tras la liberación del portero Pedro Ortiz quien fue devuelto al Delfín Sporting Club para jugar la final de la Copa Ecuador 2018-19.
El 23 de octubre de 2021 fue incluido por Gustavo Alfaro en la lista de 20 jugadores para disputar el encuentro amistoso ante México el 27 de noviembre.

### Participaciones en eliminatorias
| Eliminatorias      | Sede            | Resultado   | Partidos |
| ------------------ | --------------- | ----------- | -------- |
| Eliminatorias 2022 | América del Sur | Clasificado | 0        |

### Partidos internacionales
Actualizado al último partido disputado el 4 de diciembre de 2021.
| 1. | 4 de diciembre de 2021 | Houston | El Salvador | 1-1 | Empate | Amistoso |

## Estadísticas

### Clubes
Actualizado al último partido disputado el 16 de agosto de 2025.
| Club                              | Temporada     | Liga  | Liga  | Copas nacionales | Copas nacionales | Copas internacionales | Copas internacionales | Total | Total |
| Club                              | Temporada     | Part. | Goles | Part.            | Goles            | Part.                 | Goles                 | Part. | Goles |
| --------------------------------- | ------------- | ----- | ----- | ---------------- | ---------------- | --------------------- | --------------------- | ----- | ----- |
| Barcelona S. C. · Ecuador         | 2008          | 0     | 0     | -                | -                | -                     | -                     | 0     | 0     |
| Barcelona S. C. · Ecuador         | Total club    | 0     | 0     | -                | -                | -                     | -                     | 0     | 0     |
| Deportivo Quevedo · Ecuador       | 2009          | 24    | 3     | -                | -                | -                     | -                     | 24    | 3     |
| Deportivo Quevedo · Ecuador       | Total club    | 24    | 3     | -                | -                | -                     | -                     | 24    | 3     |
| Barcelona S. C. · Ecuador         | 2010          | 0     | 0     | -                | -                | 0                     | 0                     | 0     | 0     |
| Barcelona S. C. · Ecuador         | Total club    | 0     | 0     | -                | -                | 0                     | 0                     | 0     | 0     |
| Caribe Junior · Ecuador           | 2011          | 7     | 0     | -                | -                | -                     | -                     | 7     | 0     |
| Caribe Junior · Ecuador           | Total club    | 7     | 0     | -                | -                | -                     | -                     | 7     | 0     |
| Orense S. C. · Ecuador            | 2012          | 19    | 0     | -                | -                | -                     | -                     | 19    | 0     |
| Orense S. C. · Ecuador            | Total club    | 19    | 0     | -                | -                | -                     | -                     | 19    | 0     |
| Delfín S. C. · Ecuador            | 2013          | 34    | 0     | -                | -                | -                     | -                     | 34    | 0     |
| Delfín S. C. · Ecuador            | Total club    | 34    | 0     | -                | -                | -                     | -                     | 34    | 0     |
| Liga de Portoviejo · Ecuador      | 2014          | 0     | 0     | -                | -                | -                     | -                     | 0     | 0     |
| Liga de Portoviejo · Ecuador      | 2015          | 11    | 0     | -                | -                | -                     | -                     | 11    | 0     |
| Liga de Portoviejo · Ecuador      | Total club    | 11    | 0     | -                | -                | -                     | -                     | 11    | 0     |
| Santa Rita · Ecuador              | 2017          | 43    | 0     | -                | -                | -                     | -                     | 43    | 0     |
| Santa Rita · Ecuador              | Total club    | 43    | 0     | -                | -                | -                     | -                     | 43    | 0     |
| Técnico Universitario · Ecuador   | 2018          | 30    | 0     | -                | -                | -                     | -                     | 30    | 0     |
| Técnico Universitario · Ecuador   | Total club    | 30    | 0     | -                | -                | -                     | -                     | 30    | 0     |
| Independiente del Valle · Ecuador | 2019          | 20    | 0     | 2                | 0                | 9                     | 0                     | 31    | 0     |
| Independiente del Valle · Ecuador | 2020          | 16    | 0     | 0                | 0                | 10                    | 0                     | 26    | 0     |
| Independiente del Valle · Ecuador | 2021          | 1     | 0     | 1                | 0                | 0                     | 0                     | 2     | 0     |
| Independiente del Valle · Ecuador | Total club    | 37    | 0     | 3                | 0                | 19                    | 0                     | 59    | 0     |
| 9 de Octubre · Ecuador            | 2021          | 16    | 0     | 0                | 0                | -                     | -                     | 16    | 0     |
| 9 de Octubre · Ecuador            | 2022          | 17    | 0     | 4                | 0                | 7                     | 0                     | 28    | 0     |
| 9 de Octubre · Ecuador            | Total club    | 33    | 0     | 4                | 0                | 7                     | 0                     | 44    | 0     |
| Mushuc Runa · Ecuador             | 2023          | 22    | 0     | 0                | 0                | -                     | -                     | 22    | 0     |
| Mushuc Runa · Ecuador             | 2024          | 8     | 0     | 0                | 0                | -                     | -                     | 8     | 0     |
| Mushuc Runa · Ecuador             | Total club    | 30    | 0     | 0                | 0                | 0                     | 0                     | 30    | 0     |
| Cobresal · Chile                  | 2025          | 19    | 0     | 2                | 0                | -                     | -                     | 21    | 0     |
| Cobresal · Chile                  | Total club    | 19    | 0     | 2                | 0                | 0                     | 0                     | 21    | 0     |
| Total carrera                     | Total carrera | 287   | 3     | 9                | 0                | 26                    | 0                     | 322   | 3     |
| 1. 2.                             |               |       |       |                  |                  |                       |                       |       |       |

### Participaciones internacionales
| Torneo                   | Club                    | Resultado  |
| ------------------------ | ----------------------- | ---------- |
| Copa Sudamericana 2019   | Independiente del Valle | Campeón    |
| Recopa Sudamericana 2020 | Independiente del Valle | Subcampeón |

## Palmarés

### Campeonatos nacionales
| Título                       | Club                    | País    | Año  |
| ---------------------------- | ----------------------- | ------- | ---- |
| Segunda Categoría de Ecuador | Delfín S. C.            | Ecuador | 2013 |
| Serie A de Ecuador           | Independiente del Valle | Ecuador | 2021 |

### Campeonatos internacionales
| Título            | Club                    | Año  |
| ----------------- | ----------------------- | ---- |
| Copa Sudamericana | Independiente del Valle | 2019 |

### Distinciones individuales
| Distinción                    | Torneo            |
| ----------------------------- | ----------------- |
| Bridgestone Best Of The Match | Copa Sudamericana |

## Controversias

### Disputa contractual y habilitación en la Copa Sudamericana 2019
En 2019, tras la victoria de Independiente del Valle en la Copa Sudamericana, surgió una controversia legal relacionada con la habilitación del arquero Jorge Pinos para disputar la final del torneo. El club ecuatoriano Técnico Universitario alegó que Pinos tenía un contrato vigente con ellos hasta 2021 y que su firma en el documento de desvinculación había sido falsificada. Paralelamente, Colón de Santa Fe, equipo argentino que disputó la final, presentó una denuncia ante la Conmebol por presunta alineación indebida del jugador.
El caso fue llevado ante el Tribunal de Arbitraje Deportivo (TAS), que en diciembre de 2020 falló a favor de Pinos e Independiente del Valle, desestimando las acusaciones y validando la inscripción del jugador en el torneo. Como resultado, Técnico Universitario fue sancionado con el pago de 4.500 francos suizos en concepto de costas procesales, distribuidos entre Independiente del Valle, Jorge Pinos y la Federación Ecuatoriana de Fútbol.

### Detención por deuda de pensión alimenticia en 2024
En marzo de 2024, Pinos, entonces arquero de Mushuc Runa, fue detenido por la Policía Nacional de Ecuador debido a una deuda de pensión alimenticia que ascendía a aproximadamente 22.000 dólares. La detención ocurrió horas antes de un partido de LigaPro contra Imbabura SC, impidiéndole participar en el encuentro. Según declaraciones del presidente del club, Luis Chango, la directiva intentó cubrir la deuda en ese momento, pero las autoridades procedieron con la detención conforme a la orden judicial vigente.
En octubre del mismo año, se informó que Pinos fue nuevamente detenido por el mismo motivo y permaneció privado de libertad durante aproximadamente 15 días. Estas situaciones afectaron su continuidad en el equipo, siendo relegado al equipo de reserva mientras se resolvía su situación legal.